# Greenville Grrrowl
Greenville Grrrowl var ett amerikanskt professionellt ishockeylag som spelade i den amerikanska ishockeyligan East Coast Hockey League/ECHL mellan 1998 och 2005. De spelade sina hemmamatcher i inomhusarenan Bi-Lo Center i Greenville i South Carolina. Laget lades ner efter säsongen 2005-2006 på grund av urusla publiksiffror, skulder och inga investerare var intresserade att ta över ägarskapet. Grrrowl var under sin existens sekundär samarbetspartner till Atlanta Thrashers, Boston Bruins, Chicago Blackhawks och Edmonton Oilers i National Hockey League (NHL). Laget vann ECHL:s slutspel en gång när de bärgade Kelly Cup för säsongen 2001-2002.
De har haft spelare som Alexandre Burrows, Jeff Deslauriers, Simon Gamache, Michael Garnett, Tim Sestito och Martin St. Pierre som spelade för dem och där  alla tillhör eller tillhörde olika medlemsorganisationer i NHL.